# La Lande-sur-Eure

La Lande-sur-Eure este o comună în departamentul Orne, Franța. În 1 ianuarie 2018 avea o populație de 163 de locuitori.